# Partit Democràtic Socialista
El Partit Democràtic Socialista (portuguès: Partido Democrático Socialista) va ser un Partit polític de Guinea Bissau. El partit va participar per primer cop en una contesa electoral a les eleccions legislatives de Guinea Bissau de 2004, en les que hi va rebre un 2% dels vots, però no va poder obtenir un escó. A les eleccions legislatives de Guinea Bissau de 2008 la seva quota de vot va caure al 0,4% i es va quedar sense representació a l'Assemblea Nacional Popular.